# Куп домаћих нација 1894.
Куп домаћих нација 1894. (службени назив: 1894 Home Nations Championship) је било 12. издање овог најелитнијег репрезентативног рагби такмичења Старог континента.
Куп су освојили рагбисти Ирске.

## Такмичење
Енглеска - Велс 24-3
Енглеска - Ирска 5-7
Велс - Шкотска 7-0
Ирска - Шкотска 5-0
Ирска - Велс 3-0
Шкотска - Енглеска 6-0

## Табела
|   | Селекција                     | ИГ | Д | Н | И | ПД | ПП | ПР  | Б |  |
| - | ----------------------------- | -- | - | - | - | -- | -- | --- | - |  |
| 1 | Рагби репрезентација Ирске    | 3  | 3 | 0 | 0 | 15 | 5  | +10 | 6 |  |
| 2 | Рагби репрезентација Енглеске | 3  | 2 | 0 | 1 | 29 | 16 | +13 | 2 |  |
| 2 | Рагби репрезентација Шкотске  | 3  | 1 | 0 | 2 | 6  | 12 | -6  | 2 |  |
| 2 | Рагби репрезентација Велса    | 3  | 1 | 0 | 2 | 10 | 27 | -17 | 2 |  |

| Победник Купа домаћих нација 1894.                     |
| ------------------------------------------------------ |
| Репрезентација Ирске 1. титула првака Европе у рагбију |